# Medaillenspiegel der Olympischen Winterspiele 1984
Diese Tabelle zeigt den Medaillenspiegel der Olympischen Winterspiele 1984 in Sarajevo. Die Platzierungen sind nach der Anzahl der gewonnenen Goldmedaillen sortiert, gefolgt von der Anzahl der Silber- und Bronzemedaillen. Weisen zwei oder mehr Länder eine identische Medaillenbilanz auf, werden sie alphabetisch geordnet auf dem gleichen Rang geführt. Dies entspricht dem System, das vom IOC verwendet wird.

## Medaillenspiegel
| Platz | Mannschaft               | Gold | Silber | Bronze | Gesamt |
| ----- | ------------------------ | ---- | ------ | ------ | ------ |
| 01    | DDR (GDR)                | 9    | 9      | 6      | 24     |
| 02    | Sowjetunion (URS)        | 6    | 10     | 9      | 25     |
| 03    | Vereinigte Staaten (USA) | 4    | 4      | —      | 8      |
| 04    | Finnland (FIN)           | 4    | 3      | 6      | 13     |
| 05    | Schweden (SWE)           | 4    | 2      | 2      | 8      |
| 06    | Norwegen (NOR)           | 3    | 2      | 4      | 9      |
| 07    | Schweiz (SUI)            | 2    | 2      | 1      | 5      |
| 08    | BR Deutschland (FRG)     | 2    | 1      | 1      | 4      |
| 0     | Kanada (CAN)             | 2    | 1      | 1      | 4      |
| 10    | Italien (ITA)            | 2    | —      | —      | 2      |
| 11    | Großbritannien (GBR)     | 1    | —      | —      | 1      |
| 12    | Tschechoslowakei (TCH)   | —    | 2      | 4      | 6      |
| 13    | Frankreich (FRA)         | —    | 1      | 2      | 3      |
| 14    | Japan (JPN)              | —    | 1      | —      | 1      |
| 0     | Jugoslawien (YUG)        | —    | 1      | —      | 1      |
| 16    | Liechtenstein (LIE)      | —    | —      | 2      | 2      |
| 17    | Österreich (AUT)         | —    | —      | 1      | 1      |
|       | Gesamt                   | 39   | 39     | 39     | 117    |